# Hypodactylus fallaciosus
Hypodactylus fallaciosus es una especie de anfibio anuro de la familia Craugastoridae. Esta rana es  endémica del norte de Perú, de donde se conoce de dos sitios: cerca de Leimebamba (Amazonas) y del parque nacional Río Abiseo (San Martín). Habita en bosque nublado entre los 3160 y los 3280 metros de altitud. Es una especie terrestre y con desarrollo directo.